# Voice of India
Voice of India en français : « Voix de l'Inde » est une maison d’édition basée à New Delhi en Inde spécialisée, à l’origine, dans la publication d'ouvrages consacrés au nationalisme hindou. Elle a été fondée par Sita Ram Goel, en 1981, avec le soutien de Ram Swarup.
Selon Gerard Heuzé, « les membres du groupe de la Voice of India eux-mêmes ne s'inspirent que de textes démocratiques quand ils invoquent la pensee européenne contemporaine pour justifier leur croisade anti-musulmane, et ils laissent délibérément de côté tout ce qui a l'air d'extrême droite.... C'est l'apparition d'intellectuels cosmopolites parfois extrêmement sophistiques, comme Girilal Jain, ex-rédacteur en chef du Times of India, Swapan Dasgupta, qui travaille dans le même journal ou Arun Shourie, ex-rédacteur en chef de l'Indian Express qui marque la scène. Certains sont des transfugées des partis socialistes ou du Congrès (notamment Jay Dubashi). On trouve aussi des déçus amers du communisme. Beaucoup sont des hommes neufs , qui ont voyagé, notamment regroupé autour de la maison d'éditions Voice of India de Sita Ram Goel, ce nouvel avatar du nationalisme hindou perd, d'une autre manière, tout côté traditionnel. Il se nourrit aux derniers thèmes de la pensée identitaire, culture-centrée et nationaliste européenne, russe y compris, en reprenant tout ce qui est possible aux polémistes laïques et démocrates...» 

## Auteurs publiés
- Arun Shourie
- François Gautier
- David Frawley
- Michel Danino
- Koenraad Elst
- Kishori Saran Lal
- Rajiv Malhotra